# 长江三角洲区域一体化发展
- 關於长江入海口的冲积平原，請見「长江三角洲」。
- 關於位于长江三角洲区域内的一个城市群，請見「长江三角洲城市群」。

长江三角洲区域一体化发展战略，简称长三角一体化（英語：YD Integrated Development），是中华人民共和国面向长江三角洲城市群的经济发展战略，覆盖上海市、江苏省、浙江省、安徽省三省一市。该战略于2003年1月由时任中共浙江省委书记的习近平提出。2018年，时任中共中央总书记的习近平宣布支持长三角一体化上升为国家战略，同年被国务院总理李克强写入政府工作报告。

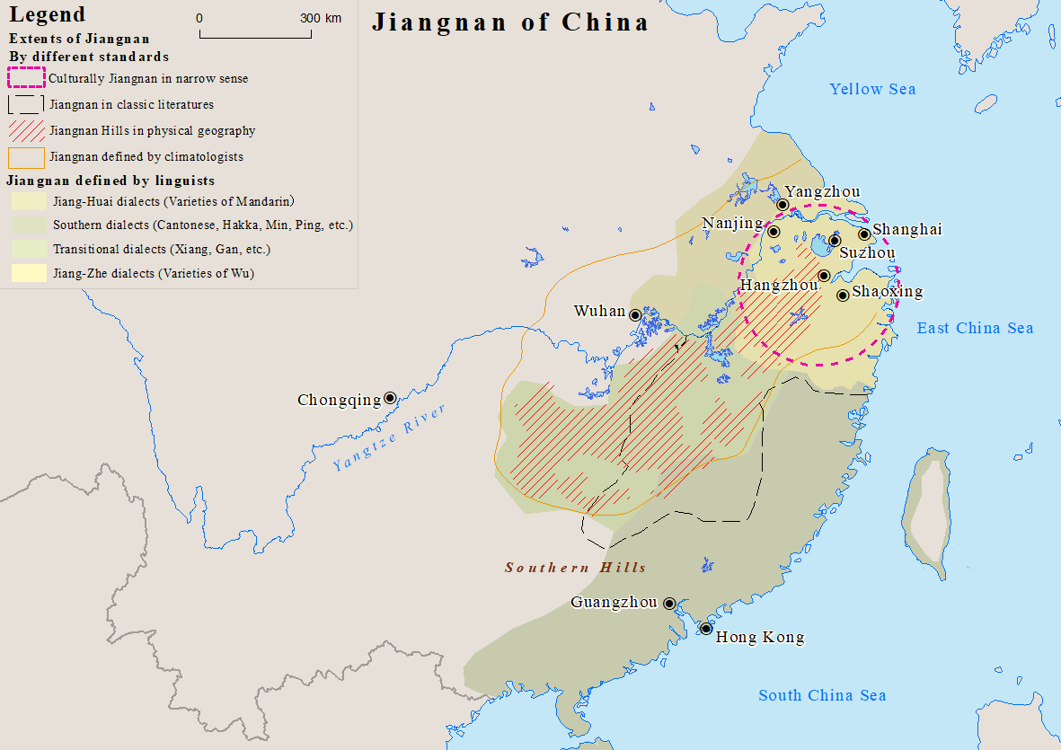
根据不同标准划分的江南范围

2019年，国务院出台《长江三角洲区域一体化发展规划纲要》，目标要打造中国第一大、世界第六大城市群。这被认为是新江南的全面成型，标志着江南地区政治、经济、文化地位的全面复苏。

## 历史

### 区域历史背景
苏浙沪皖地区有共通的历史文化背景，历史上被称为吴越，东楚地区，文明肇始有凌家滩文化，良渚文化等，先秦时期属于淮夷，百越地，春秋时期分属楚国，吴国和越国，战国时期长三角地区被楚国独占，后期一直为楚国政治文化中心。《吕氏春秋》载“夫吴之与越也，接土邻境，习俗同，言语通，我得其地能处之“。其核心则是环太湖流域吴语区，在明清时期也被称为小江南。
长三角地区的文化成型被认为始于六朝，当时以南京为全国经济，政治，文化中心。宋朝时长三角地区分属两淮，两浙和两江，并再次成为全国性政权的政治文化中心，长三角地区在明朝时属于南直隶和浙江省，在全国经济文化地位于明清达到巅峰、“冠绝海内”。
在南京国民政府成立后，长三角地区成为了中华民国的政治，经济，文化中心，也是南京政府的政治、经济、教育、财政基础。这也使得在中华人民共和国建立后，江南地区发展缓慢，一度出现衰落，其中浙江省1949-1978年间国有投入仅77亿元，至今国有企业数量位居全国倒数第一。

### 早期合作发展
1843年上海开埠之后，上海替代苏州，成为长江三角洲地区的经济中心。据上海市于1950年1月的人口统计，上海本地籍居民仅占全市总人口15%，其余的85%均来自外地，以来自江苏、浙江的较多。其中，江苏籍为230多万，占48.6%；浙江籍120多万，占26.1%。自此，上海与江苏、浙江有了密切的联系，人财物交往频繁。
1954年11月，中共中央华东局停止对外办公后，中共中央决定成立中共中央上海局，职责主要以面向农村为主，并对上海及江苏、浙江的生产资料所有制的社会主义改造，以及检查、调研、了解中央指示、方针的贯彻执行情况。1957年7月，中共中央上海局召开江苏、浙江、安徽、福建、江西、上海五省一市经济协作会议，后决定成立经济协作委员会。1958年2月，中共中央作出《关于召开地区性的协作会议的决定》，指出“上海、江苏、浙江、安徽、福建、山东、江西为华东协作区”，作为经济工作的协商机构。其后在同年6月又作出《关于加强协作区工作的决定》，每个协作区都成立协作区委员会。1960年9月，上海局撤销。
1960年9月，中共中央政治局决定成立6个中央局，其中包括中共中央华东局。1961年1月18日，中共八届九中全会通过《关于成立中央局的决议》，明确“各中央局以建立本地区的比较完整的经济体系为其主要任务”。该《决议》同时指出，中共中央华东局代表中共中央领导上海、江苏、浙江、江西、福建、安徽、山东六省一市。1967年1月17日，因应文化大革命，华东局机关遭到“造反派”冲击而停止办公。

### 上海经济区时期
虽然长三角的经济发展呈分散化模式，但长三角地区经济会有走向一体化的趋势。1980年，上海掀起“上海向何处去”的讨论，其中包括上海科学学研究所、华东师范大学和文汇报5名人士开展的“关于建立以上海为中心的长江三角洲经济区的研究”。1982年12月，国务院副总理姚依林到华东考察后，向中央递交《关于建立长江三角洲经济区的初步设想》的报告。
1982年12月22日，国务院发出《关于成立上海经济区规划办公室和山西能源基地规划办公室的通知》，决定成立上海经济区，是长江三角洲经济圈的雏形。1983年3月22日，上海经济区规划办公室在上海正式成立。当时，上海经济区的范围为以上海为中心，包括长江三角洲的苏州、无锡、常州、南通和杭州、嘉兴、湖州、宁波、绍兴等城市。同年8月18日，上海经济区举行规划工作会议。1984年12月，安徽、江西和福建三省加入上海经济区。
在上海经济区不断扩容、经济区内经济协作逐步展开后，上海开始遭遇财政收入下浮，逐渐出现城市病现象，作为经济区的中心城市的地位和作用式微。而江苏、浙江由于乡镇企业、民营经济的快速发展，经济实力大大增强。上海经济区也无法打破“经济区”与“行政区”之间的隔阂方面摸索出新的发展道路。1988年6月1日，国家计委决定撤销上海经济区规划办公室，上海与长江三角洲地区之间的合作发展暂时结束。

### 合作发展暂停期
早在1988年，著名社会学家费孝通便开始谋划长江三角洲的未来发展。他认为“位于长江三角洲的上海是最适宜的，如果以上海为龙头，以苏浙为两翼，以长江流域地区为脊梁，加快这一地区的经济发展，就能带动全局的腾飞”。其后，他多次会见长三角地区的主要领导，为开发长江三角洲出谋划策。1990年4月9日，费孝通以民盟名义，向中共中央报送《关于建立长江三角洲经济开发区的初步设想》，翌日获时任中共中央总书记江泽民同意。
1992年6月，国务院召开长江三角洲及沿江经济规划座谈会。会议指出，长江三角洲地区包括上海市，江苏省的南京、镇江、扬州、苏州、无锡、常州、南通市，浙江省的杭州、嘉兴、湖州、宁波、绍兴、舟山14个市及其所辖的74个县（市）；同年10月，中共十四大将“以上海浦东开发开放为龙头，进一步开放长江沿岸城市，尽快把上海建成国际经济、金融、贸易中心之一，带动长江三角洲和整个长江流域地区经济的新飞跃”写入党代会报告。

### 一体化发展的筹划
2002年12月，习近平就任中共浙江省委书记后，在中共浙江省委十一届二次全体（扩大）会议上，他表示将“主动对接上海，积极参与长三角地区的经济合作与交流”。翌年1月，习近平在浙江省人大十届一次会议上指出“以杭州湾地区为先导，主动接轨上海，从基础设施和信息化建设、产业分工、能源开发利用、环境保护等多方面进行合作，积极推进长三角地区经济一体化发展”，这是“长三角地区经济一体化发展”的首次提出。这一年也被业内称为“长三角元年”。
2003年3月，习近平建议设立长三角地区主要领导定期会晤机制，自此长三角区域合作升温。当年，浙江分别与上海、江苏签署《关于进一步推进沪浙经济合作与发展的协议》和《进一步加强经济技术交流与合作协议》，同时印发《关于主动接轨上海积极参与长江三角洲地区合作与交流的若干意见》。在同年7月，习近平在中共浙江省委十一届四次全会上提出“八八战略”，即进一步发挥浙江省的八个优势，推进八项举措，其中第二条即“进一步发挥浙江的区位优势，主动接轨上海、积极参与长江三角洲地区合作与交流，不断提高对内对外开放水平”。
2004年，安徽省的合肥、马鞍山、芜湖、滁州、巢湖以“观察员”身份列席长三角城市经济协调会的“年度市长峰会”，并递交入会申请。
2005年12月，首届长三角两省一市主要领导座谈会在杭州召开，是次座谈会也重提了长三角区域合作。
2007年3月，习近平调任中共上海市委书记。同年5月，习近平在上海市第九次党代会报告中指出“把上海未来发展放在中央对上海发展的战略定位上，放在经济全球化的大趋势下，放在全国发展的大格局中，放在国家对长江三角洲区域发展的总体部署中思考和谋划”。7月22日，习近平赴浙江、江苏考察。在此次考察期间，习多次明确“加强长三角区域合作”。
2007年11月30日，长三角两省一市主要领导座谈会在上海举行。会上指出“对进一步完善与提升区域协调机制，推进长三角地区合作向全方位、深层次发展等提出了新要求”。
2008年9月，中华人民共和国国务院印发《关于进一步推进长江三角洲地区改革开放和经济社会发展的指导意见》，意见明确“推进长江三角洲地区一体化发展”。同年12月，长三角地区主要领导座谈会在宁波召开，首次邀请安徽省主要党政负责人出席。由此，长三角合作形成沪苏浙皖“3+1”的局面。
2010年，国家发展改革委员会发布《长江三角洲地区区域规划》，将长三角区域范围界定为苏浙沪境内所有的25个地级市。在原有16个城市的基础上，新增徐州、淮安、连云港、宿迁、盐城、金华、温州、丽水、衢州。
2016年5月，国务院常务会议通过《长江三角洲城市群发展规划》，在原有25个城市的基础上，去掉了江苏、浙江的一些城市，同时将安徽省的8个城市纳入长江三角洲城市群。自此长三角区域范围从“两省一市”扩展到“三省一市”。
2018年7月，《长三角地区一体化发展三年行动计划（2018-2020年）》印发，该《行动计划》覆盖了交通能源、科创、产业、信息化、信用、环保、公共服务、商务金融等12个合作专题。

#### 长三角特区
2007年5月，复旦大学与香港大学共同完成了一份名为《长三角经济区融合转型研究》的报告，这篇报告调查了该地区16座经济发展水平较高的城市，共采集两千余份样本并进行分析，得到了长三角经济水平超过珠三角的结论。
据此，复旦与港大共六位起草报告的教授提议，要求扩大上海的行政范围，建立长三角特别行政区，并希望依托行政级别的提升以及自主权利的扩大，来进一步拉动经济的持续增长，且十分希望有关建立特别行政区的建议和研究成果被有关部门采纳并最终接受，上升到决策和执行层面，最终成为现实。發改委則对建议作出回应称，暂时没有必要设立统一的特别行政区，并且明确表示不赞同所谓“长三角全面超越珠三角”说法。
在5月23日新民网刊登了六位教授发表建立设长三角特别行政区建议之后，5月24日复旦及港大的六名教授发表声明，表示其“从未建议扩大上海行政版图、建立长三角经济特别行政区”并称新民网记者既未得到上述研究报告，又没有对他们采访。

### 上升至国家战略
2018年11月5日，在首届中国国际进口博览会开幕式上，时任中共中央总书记、中国国家主席的习近平发表主旨演讲，宣布长三角一体化上升为国家战略。11月22日、23日、30日，上海、江苏、安徽、浙江四地人大常委会会议召开会议，表决通过各地区的《关于支持和保障长三角地区更高质量一体化发展的决定》。
2019年3月5日，中国国务院总理李克强在宣读2018年政府工作报告时，提及了“将长三角区域一体化发展上升为国家战略”。
2019年5月13日，中共中央政治局召开会议，审议《长江三角洲区域一体化发展规划纲要》。7月2日，上海市人民政府市长应勇在国务院新闻办公室发布会上透露，《长江三角洲区域一体化发展规划纲要》已正式审议通过并印发。
2019年10月15日，蚌埠、黄山、六安、淮北、宿州、亳州、阜阳7个城市加入长三角城市经济协调会，至此长三角城市群扩大至全部苏浙皖沪41个城市。
2019年12月1日，中共中央、国务院正式印发《长江三角洲区域一体化发展规划纲要》。
2023年11月30日，习近平在上海主持召开深入推进长三角一体化发展座谈会。在座谈会上他表示要深入推进长三角一体化发展。

## 发展规划
根据《长江三角洲区域一体化发展规划纲要》，长三角区域一体化的发展定位为“一极三区一高地”，即建设成为“全国发展强劲的活跃增长极，高质量发展样板区、率先基本实现现代化引领区、区域一体化发展示范区和新时代改革开放新高地”。据中共安徽省委书记李锦斌介绍，长三角区域将实现“六个一体化”，分别是空间布局一体化、科技创新一体化、产业发展一体化、市场开放一体化、生态环保一体化和基础设施和公共服务一体化。而在长三角一体化子规划系统中则涉及到都市圈和同城化的建设，包括上海“1+6”大都市圈、扬子江城市群、南京都市圈、合肥都市圈、杭州湾都市圈、宁镇扬同城化、苏锡常同城化、沪苏通同城化、扬泰同城化、杭嘉湖一体化、杭绍甬同城化等，依托相邻城市之间的同城化先行区、示范区建设，最终落实推进一体化战略，形成长三角“超级大都会区”。而据中共中央、国务院正式印发的版本中，明确长三角一体化规划范围包括上海市、江苏省、浙江省、安徽省全域，面积35.8万平方公里。计划在“十四五”规划期间，瞄准国际先进科创能力和产业体系，加快建设长三角G60科创走廊和沿沪宁产业创新带，提高长三角地区配置全球资源能力和辐射带动全国发展能力。加快基础设施互联互通，实现长三角地级及以上城市高铁全覆盖，推进港口群一体化治理。打造虹桥国际开放枢纽，强化上海自贸试验区临港新片区开放型经济集聚功能，深化沪苏浙皖自贸试验区联动发展。加快公共服务便利共享，优化优质教育和医疗卫生资源布局。推进生态环境共保联治，高水平建设长三角生态绿色一体化发展示范区。
而根据早前由四地人大常委会通过的《关于支持和保障长三角地区更高质量一体化发展的决定》，则明确了各地人大支持和保障长三角一体化发展的重点领域和重点工作，推动长三角地区建立统一的市场标准体系，以及确立互联互通的民生体系。

### 各地发展规划
2019年6月18日，在由中国科学院南京地理与湖泊研究所和商务印书馆主办的“长江三角洲区域一体化发展理论、方法和实践”高端论坛上，上海市发展改革研究院党委书记、副院长赵义怀表示，长三角内的上海、江苏、浙江、安徽正在根据国家规划纲要，起草地方性的实施方案或行动计划。其中，浙江省于6月14日通过《浙江省推进长三角区域一体化发展行动方案》，为长三角三省一市中最早通过地方性发展规划的省份。上海方面，则于6月27日印发《上海市贯彻落实〈长江三角洲区域一体化发展规划纲要〉实施方案》。而安徽省、江苏省则在2019年7月中旬先后通过了《安徽省实施长江三角洲区域一体化发展规划纲要行动计划》和《〈长江三角洲区域一体化发展规划纲要〉江苏实施方案》。此外，各省市还会按照“1+2+X”的形式，配合国家领导小组办公室编制若干专项规划和配套政策。

#### 长三角一体化示范区
2011年，在上海进行大虹桥开发期间，时任浙江大学区域和城市发展研究中心执行主任陈建军写了一份报告，提出“以大虹桥为长三角枢纽，建立长三角一体化试验区”，并得到时任中共浙江省委书记赵洪祝的批示。2013年，长三角共同基金成立，陈建军及其团队将“长三角一体化试验区”的构想，谋划出具体方案。根据方案，试验区将以上海虹桥枢纽地区为核心，包括上海长宁、青浦、嘉定、闵行和江苏昆山、浙江嘉善等地在内的广域三角地区。方案在2014年鉴定通过，但并未顺利落地。
2019年1月，上海、浙江政府工作报告先后出现“长三角一体化示范区”概念。3月6日，中共中央政治局委员、中共上海市委书记李强在全国人大上海市代表团全体会议上表示，上海、江苏、浙江交界处将设立长三角一体化示范区。在设立之前，相关讨论便以开始出现，而坐落于沪苏浙交界区域的上海市青浦区、浙江省嘉善县、江苏省苏州市吴江区则成为一体化示范区的选址，而三地涉及交通、基建、科技等领域的一体化项目也逐步落地。目前示范区已开始实施先行先试探索创新，例如三地市场经营主体的证照办理实现“区域通办”，其中第一张示范区冠名的企业执照已经在青浦区发出。同时，示范区也将会重点推进生态绿色一体化建设。
2019年10月30日，国务院原则同意《长三角生态绿色一体化发展示范区总体方案》。该方案提及到，长三角一体化发展示范区包括上海青浦、江苏吴江和浙江嘉善。翌日，长三角生态绿色一体化发展示范区挂牌成立。该方案提出，完善轨道交通布局，加强城镇组团之间中低运量局域线。2020年6月，上海交通委分别赴苏州和嘉兴对接示范区轨道线网规划，以推动一体化示范区轨道交通融合。同年，示范区1号线列入《嘉兴市发展改革委支持嘉善建设长三角生态绿色一体化发展示范区的若干举措》以及《“枢纽嘉兴”大会战暨交通强市建设攻坚项目清单》，该线起于上海青浦境内东方绿舟站，终点位于沪嘉城际嘉善站。全长约36公里（嘉善境内24公里）。同年，长三角生态绿色 一体化发展示范区国土空间规划草案提出，构建由高速铁路、城际轨道、城市轨道和中低运量公交等构成的多层次公共交通系统。 2020年底，长三角生态绿色一体化发展示范区内開始实行职称互认。
2021年5月20日，长三角生态绿色一体化发展示范区允許職工提取上海住房公积金用於偿还苏州市吴江区、嘉兴市嘉善县购房贷款业务。5月31日，长三角生态绿色一体化发展示范区跨省通办综合受理服务窗口启动。同時自5月起，长三角示范区內的青浦、吴江、嘉善三地實現醫保異地結算。6月，上海市生態學學會、上海社科院綠色數字化發展研究中心等52家企事業單位、科研院所、社會組織共同發起成立長三角生態綠色一體化發展示范區綠色低碳發展行動共同體，並聯合發布綠色低碳發展行動倡議書，上海示范区线、嘉善至西塘线、水乡旅游线列入长三角地区多层次轨道交通体系规划，经过该示范区的水乡客厅站。
2021年10月9日，《长三角生态绿色一体化发展示范区先行启动区规划建设导则》实施，这是中華人民共和國第一部跨省域的规划建设导则。
2022年9月，江蘇、浙江、上海出台对示范区第二批支持政策，共17条，涉及科技创新、存量资产盘活、碳普惠联建试点、国土空间利用、营商环境优化、教育协同发展、人才流动、执法司法协同、警务服务通办等方面。
2023年2月，《长三角生态绿色一体化发展示范区国土空间总体规划（2021-2035年）》获批。
2023年3月，长三角一体化示范区内三家医院试点先诊治、后缴费模式。
2023年9月7日，长三角一体化示范区的817家定点零售药店上线跨省医保实时结算服务。
2023年10月26日，长三角一体化示范区先行启动区获得沪苏浙两省一市人民政府联合批复。按照规划，先行启动区规划范围包括上海市青浦区朱家角镇和金泽镇、江苏省苏州市吴江区黎里镇、浙江省嘉兴市嘉善县西塘镇和姚庄镇全域，约660平方公里。
2024年2月，长三角一体化示范区执委会会同青浦区、吴江区、嘉善县人民政府共同印发《长三角生态绿色一体化发展示范区先行启动区规划建设导则（土地使用、公共服务、安全韧性）（试行）》。

### 宣传推广
为宣传长三角一体化的发展情况，在2018年10月10日，中共上海市委机关报《解放日报》推出《长三角周刊》。其后，上海广播电视台旗下的东方卫视也于同年10月19日开播周播时事节目《中国长三角》。
2020年10月28日，上海人民广播电台长三角之声开播，为全国第一家由地方电台开设的区域性广播，主要播出与长三角一体化有关的节目。

### 决策组织
国务院已成立推动长三角一体化发展领导小组，并设有办公室，组长由中共中央政治局常委、国务院副总理韩正担任。在2018年1月，长三角区域合作办公室成立，办公地点位于上海市徐汇区，分设9个工作小组。

### 相关会议
2019年3月7日，中共安徽省委书记、安徽省人大常委会主任李锦斌在全国两会安徽代表团全体会议上宣布，长三角地区主要领导座谈会将于2019年5月在安徽芜湖召开，同时举办首届长三角一体化发展高层论坛，标志着标志着长三角一体化进入了新阶段。

## 经济发展
长三角三省一市（上海、江苏、浙江、安徽）的经济总量为近20万亿元人民币，占到全中国的近四分之一。除此之外，长三角县域经济发展也较为均衡，2018年全国百强县排行榜中，江苏、浙江、安徽共有43个县级行政区，为区域间合作奠定了良好的基础。
在自贸区方面，目前长三角地区已拥有上海自贸区、浙江自贸区和江苏自贸区，三者协作可以更好的助力长三角一体化发展。2019年8月成立的上海自贸区临港新片区，亦更加注重长三角一体化战略。2021年5月10日，长三角自由贸易试验区联盟成立。

## 具体措施

### 公共政务
2018年3月14日，江苏省档案局和上海市、浙江省、安徽省档案局在上海共同签署开展民生档案“异地查档、便民服务”工作合作协议，标志着沪苏浙皖四地居民可异地跨馆查阅民生档案，同时江苏省也加紧研发民生档案线上查询系统。2019年9月4日，沪苏浙皖档案部门共同签署《长三角地区档案部门重点协同项目备忘录》。沪苏浙皖四地居民通过实名验证后，即可线上查询上海及苏浙皖三省部分城市档案馆的相关民生档案。
2018年9月28日，G60科创走廊沿线的上海、嘉兴、杭州、金华、苏州、湖州、宣城、芜湖、合肥实现“一窗收件、一网通办、一次办成”，申请人可在以上城市异地办理营业执照和工业产品生产许可证。基于异地“一网通办”政策，上述地区也发出了中国大陆第一批异地办理的营业执照和工业产品生产许可证。
2019年4月，据上海市“一网通办”工作推进会议上透露的消息，上海将在静安区设立长三角“一网通办”专窗，以实现长三角地区政务服务异地办理，同时发布长三角地区政务服务“一网通办”试点工作方案。该方案明确G60科创走廊沿线九城试点首批30项企业服务事项实现异地“一网通办”，并计划于4月至12月推动一批高频政务服务事项实现线上“一地认证、全网通办”、线下“收受分离、异地可办”；应用电子证照在长三角城市群实现办事材料免交、异地发证。至2020年将实现长三角地区政务服务业务流程标准化。
2019年5月22日，上海、苏州、杭州、嘉兴、湖州、金华、合肥、芜湖、宣城、安庆、马鞍山、滁州、池州、铜陵实现首批51个政务服务事项（包括30个企业服务事项和21个个人服务事项）的异地“一网通办”，同时建立政务服务用户跨省身份认证体系，统一规范业务标准，还在国家政务服务平台设立长三角地区政务服务“一网通办”旗舰店。沪苏浙皖还共同确定了线下专窗工作机制和标准规范，并开设120个线下办理点，实现长三角“12345”政务热线互转。此外，已在手机上安装沪苏浙皖四地的任意一地的政务服务客户端用户可使用“无感漫游”服务，首批实现“无感漫游”的服务清单共176项，同时7种证照也在上述政务服务客户端上实现证照电子化。根据计划，预计在2019年底前实现长三角城市群26城异地“一网通办”，推进长三角“12345”政务热线服务咨询和投诉一体化。
2021年10月20日起，浙江启动首次申领居民身份证“跨省通办”试点工作。2021年12月1日起，首次申领居民身份证“跨省通办”业务在长三角范围内推行。
2021年11月23日起，长三角区域户籍居民可在实际居住地公安机关申请办理新生儿入户，不再需要返回戶籍地辦理。

### 企業
2020年7月1日，由上海市國資委出資的國有企業長三角投資（上海）公司成立，為上海市屬功能保障類企業，代表上海參與長三角一體化示范區建設。同年10月23日在朱家角鎮正式挂牌。
2020年8月25日，长三角生态绿色一体化发展示范区开发者联盟成立。首批成員中有14家企業，2家985高校。後續开发者联盟又不斷擴容。2022年7月，成員擴展至53家。

### 政府协作
2018年5月27日，长三角区域警务一体化工作会议在上海召开，当日上海、江苏、浙江、安徽四地公安机关在会上签署《长三角区域警务一体化框架协议》。根据协议，长三角将依托四地智慧政府、智慧城市建设，实现数据整合共享，同时加强“智慧公安”建设。为配合当年首届中国国际进口博览会召开，沪苏浙皖四地公安机关还共同签署了《沪苏浙皖三省一市公安机关中国国际进口博览会安保警务合作协议》。
2019年1月，上海、江苏、浙江、安徽市场监管局共同签订《长三角地区市场体系一体化建设合作备忘录》。根据该文件，长三角将实施“营商环境联建、重点领域联管、监管执法联动，市场信息互通、标准体系互认、市场发展互融，逐步实现统一市场规则、统一信用治理、统一市场监管”的“三联三互三统一”工程的工作方案。其后于4月17日在上海召开长三角地区市场体系一体化建设市场监管联席会议。
2019年4月19日，上海、江苏、浙江、安徽签订《长三角地区共同优化知识产权营商环境合作意向书》，标志着长三角地区知识产权保护协作机制正式启动。
2019年7月4日，上海、江苏、浙江、安徽人大监察和司法委员会在长三角地区人大监察和司法工作协作会议上共同签订了《关于深化长三角地区人大监察和司法工作协作机制的协议》。根据协议，三省一市的人大监察和司法委员会将通过建立定期交流机制、实行联络员制度、完善信息共享渠道等方式开展协作，推进司法数据信息互联互通共建共享。同时计划建立长三角司法专家智库平台。
2019年8月24日，上海、江苏、浙江、安徽法院全面实现长三角跨域立案。此前在6月，最高人民法院指出“要加快推进跨域立案诉讼服务改革”，先期在上海、江苏通过“移动微法院”实现跨域立案。同年9月，长三角一体化示范区三地法院——浙江省嘉善县人民法院、江苏省苏州市吴江区人民法院和上海市青浦区人民法院共同宣布建立三地法院司法协作机制。
2020年8月26日，上海、江苏、浙江、安徽市场监管局共同签订7个合作协议和1個备忘录，內容包括市场监管科技一体化发展、加强反垄断执法协作、统一应用电子营业执照、共推绿色产品认证合作、检验检测机构能力验证、法制计量领域合作互认、消费投诉云平台合作等。
2020年10月，上海市、江苏省、浙江省人民政府发布《长三角生态绿色一体化发展示范区政府核准的投资项目目录（2020年本）》。这是中華人民共和國第一个由地方政府联合发布的跨省域的核准目录。
2020年10月14日，上海市公安局與浙江省公安厅共同推出沪浙“跨省市户口网上迁移”措施，当日起上海与浙江户籍居民在沪浙两地之间迁移户口时，只需在迁入地公安派出所申请办理，無需前往迁出地辦理。
2021年6月23日，长三角地区纪检监察机关区域合作会议在上海举行，沪苏浙皖纪检监察机关在会上签署了《关于建立长三角纪检监察工作协作机制的协议》。

### 生态环境
2015年，时任中共中央政治局委员、中共上海市委书记韩正在长三角区域大气污染防治协作机制第三次工作会议上表示，长三角“要更加突出绿色发展，在提升发展质量和效益方面走在前列，把大气污染防治与能源、产业、交通、城市规划布局等各种发展要素结合起来，实现环境与发展的共赢”。截至2018年，长三角区域空气质量自动监测站、重点排污单位监测数据均已实现在线共享，亦正在商讨研究将各地的大气“超级站”数据共享，以进一步提高共享数据的精细化程度。此外，长三角三省一市也签署了《环保信用联惩联奖备忘录》，对企业严重失信行为统一认定标准，并共享信息和联惩联奖措施。
2018年10月，上海成立长三角区域生态环境协作专家委员会，相关生态环境联合研究中心也正式挂牌。2019年5月，水利部太湖流域管理局与上海、江苏、浙江的水务和生态环境部门制定印发《太湖流域水环境综合治理信息共享方案》。目前长三角也正在筹建全覆盖示范区的生态环境监测监控网络。
2020年10月，《长三角生态绿色一体化发展示范区重点跨界水体联保专项方案》公佈，上海、江蘇和浙江將建立联合河湖长机制，對跨界河湖实施联合监管。

### 交通
2017年5月8日，时任中共中央政治局委员、中共上海市委书记韩正表示“促进长三角区域交通一体化，实现上海与主要城市90分钟可达”。2019年5月，中华人民共和国交通运输部形成《长江三角洲区域交通运输更高质量一体化发展规划》初步研究成果，并提供国家发改委。《规划》将经进一步修改完善后按程序报批印发。根据计划，长三角地区将围绕轨道交通、公路、港航、民航、邮政等方面实现交通一体化发展，推进一批重大交通基础设施项目建设，强化跨区域、跨方式融合发展。有评论认为，长三角应打破行政边界，加强与区域内其他城市和行政区间的各种交通联系，重视城市内部轨道交通、公共交通等交通体系与区域性主干网络的衔接与换乘，改善机场、高铁等大型对外交通枢纽与轨交、公交等市内交通网络的高效联系，提升整体效率和服务质量。

#### 铁路
近年来，长三角地区大力推进铁路建设，尤其是高速铁路。高速铁路不仅缩短城市之间的时空距离，推动长三角一体化发展，并通过都市圈、经济轴带的形成与发展，促进区域均衡化空间结构的形成。虽然长三角拥有较广的高铁网络，但运营能力有限，运营班次难以满足需求，因而没有足够的能力来支撑其业务。
为更好推动长三角一体化发展，长三角地区正在进行新建商合杭高铁北段、郑阜高铁安徽段、徐盐铁路、连镇铁路连云港至淮安段等建设，也推进连徐客运专线、合安客运专线、沪通铁路等10个重点在建项目建设，同时统筹推进沪苏湖铁路、宣城至绩溪高速铁路等7个项目，而上海地区内的国铁车站亦增开往返长三角多个城市的列车。而长三角铁路的主要所有者上海局集团铁路基建投资金额，自2016年起位居全路最高水平。

#### 公路
早年长三角地区各省部分交界处之间的道路是不互通的，故有“断头路”的说法，尤其是上海市青浦区还有多条与江浙两省对接道路未接通。为此，在2018年6月，沪苏浙皖四省市共同签署《长三角地区打通省际断头路合作框架协议》，第一批重点实施17个省际断头路项目。同年10月，上海青浦盈淀路与江苏昆山新乐路打通，成为《协议》签署后第一个完工的省际断头路项目。
而早在2003年，长三角地区首度提出道路运输一体化的合作理念。之后在2019年，沪苏浙皖还签订了《长三角地区治理货物运输车辆超限超载合作协议》，开展联动执法；同时推进取消高速公路省界收费站工作。在法制建设方面，长三角也会推进高速公路治超、“两客一危”车辆管理等信息联通和联防联控，推动长三角地区货运行业征信体系建设。

#### 航空
据统计，长三角城市群未来航空需求规模约3亿人次。目前，长三角地区正在编制长三角民航协同发展战略规划，其中南通市未来计划新建南通新机场；而苏州市也规划新建苏州新机场，嘉兴的军民合用机场也在扩建中。同时规划指出将优化提升杭州、南京、合肥区域航空枢纽功能，支持苏南硕放机场建设区域性枢纽机场；加快淮安航空货运枢纽建设。

#### 跨省公共交通
2010年，上海市与江苏省的交通运输部门试点上海嘉定至江苏太仓的毗邻地区公交化班线。根据2011年公布的计划，长三角地区将开行石化至乍浦、石化至平湖、枫泾至嘉善、练塘至嘉善、朱家角至西塘、宝山至太仓、宝山至昆山、青浦至昆山、崇明至启东等班线，方便两地居民公交出行。
2019年3月6日，江苏省苏州市吴江区首开通往上海青浦和浙江嘉善的两条跨省公交专线，更好满足周边群众往来三地的一体化出行需求。截至2019年4月，长三角地区已开通37条省际毗邻地区公交化运营客运班线，其中苏沪对接13条、沪浙对接7条、苏皖对接11条、苏浙对接6条。2019年11月，包括吴江当年3月开通的两条跨省线路在内，长三角一体化示范区内开通了5条公交线路，统一命名为示范区公交，此外还有嘉定7路B线、平湖228路、白鹤6路、青安线等跨省公交线路。
然而，跨省运营的公交路线在现有行政法律法规体系并无明确规定，且部分线路虽然在上海承认其为“跨省公交”，但管理参照的还是中途不得设站的省际客运规定，因此在行业监管、行政执法上都有一定的缺陷。

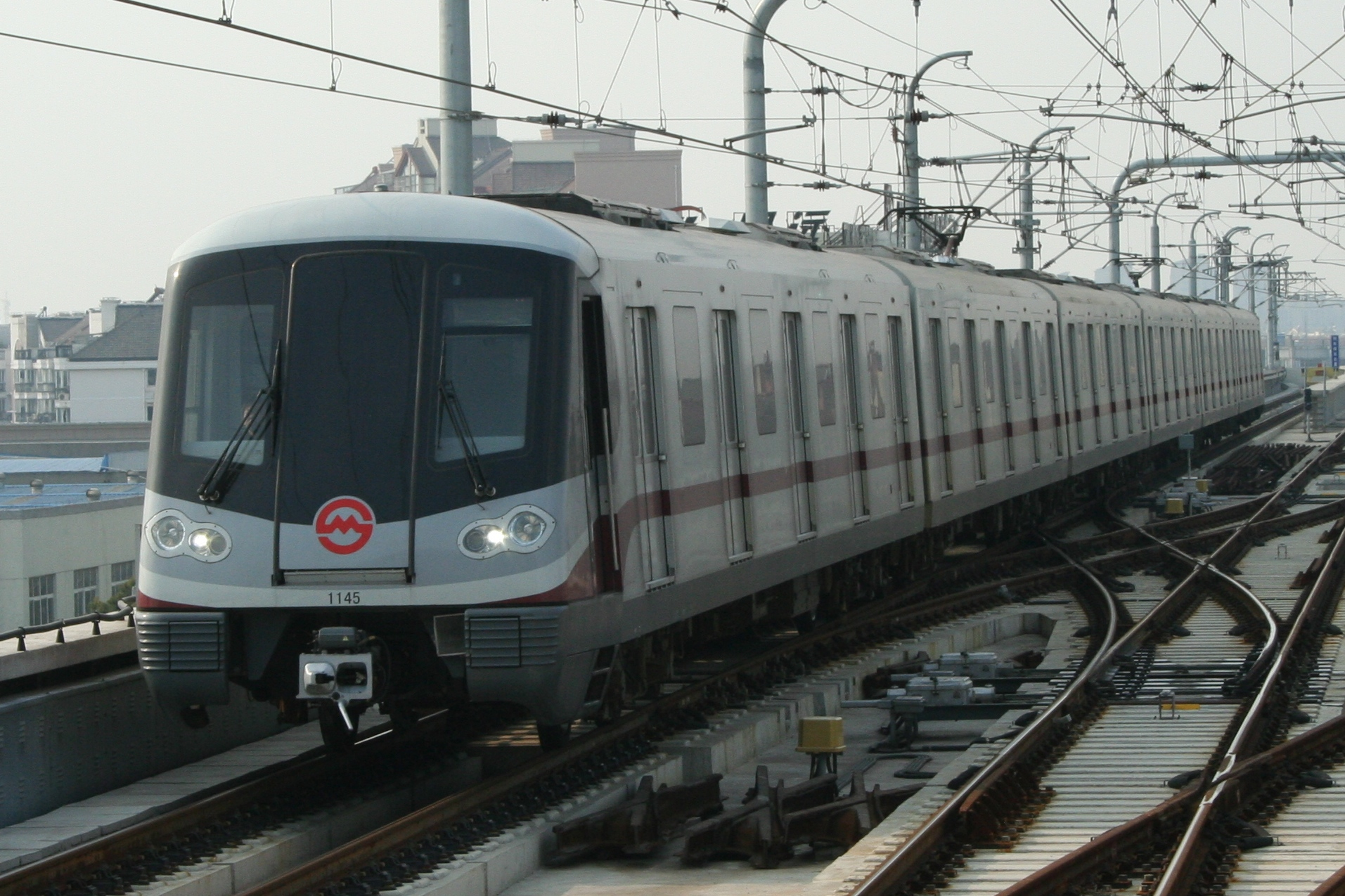
上海轨道交通11号线进入花桥站，此为中国大陆首条跨省（市）地铁线路

在跨省轨道交通方面，2013年底开通运营的上海轨道交通11号线花桥段为中国大陆首条跨省（市）地铁线路。2023年6月24日，苏州轨道交通11号线开通，将苏州和上海的两个轨道交通线网连接，以更好实现长三角一体化。

#### 票卡互通

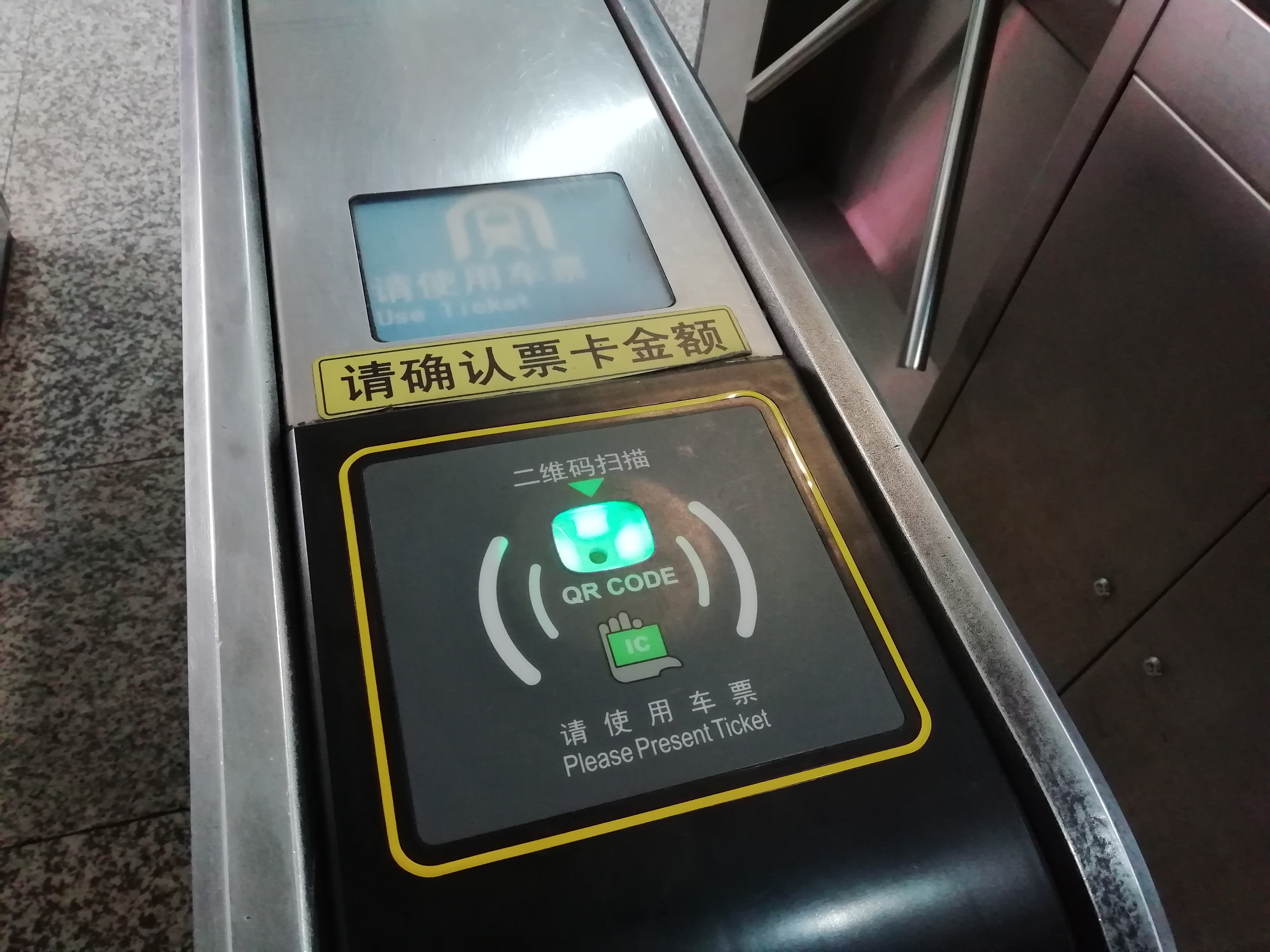
上海地铁淞虹路站闸机加装的二维码扫描区。截至2019年8月已有7个城市轨道交通的官方客户端与上海地铁实现乘车二维码的互联互通

2018年12月1日起，上海地铁、杭州地铁和宁波轨道交通实现官方客户端乘车二维码的互联互通。截至2019年8月，已有上海、杭州、宁波、温州、合肥、南京、苏州、无锡的轨道交通官方客户端加入长三角轨道交通乘车二维码互联互通网络，上述除上海外的7个城市的轨道交通官方客户端实现与上海地铁乘车二维码的互联互通，而其他城市的互通情况则有限。预计至2019年底，长三角将有10座城市的轨道交通二维码实现互联互通。
2019年4月26日，上海久事集团旗下上海公共交通卡公司邀请江苏省和南京、杭州、苏州、无锡、南通、马鞍山、宁波、绍兴、嘉兴、温州、湖州、台州等12个城市的市民卡、交通卡公司研讨发行交通运输部统一技术标准的实体卡和虚拟卡产品，实现“畅游长三角”的目标。
2024年1月起，上海和嘉兴两地实现公交二维码互联互通，两地市民凭本地发行的乘车码即可实现公交一码通行。

### 医疗卫生
2017年，上海市第一人民医院、江苏省人民医院、浙江省人民医院、安徽省立医院（中科大附一院）联合发起成立“长江三角洲城市群医院协同发展战略联盟”，计划实现医疗资源互补与共享。截至2018年，已有26座城市的112家医院加入该联盟。在此之前，长三角地区已经建立起多个综合性或专科医联体，也在完善航空救援体系。而在2013年启用，位于嘉定新城、紧邻苏州的瑞金医院北院也吸引了昆山、太仓等地的患者。同时，上海同济大学附属东方医院与苏州、杭州等医学研究院、生物科技公司建立了“长三角干细胞产业联盟”，并邀请更多的机构加入其中，推动建立干细胞制剂的国家标准。
2018年6月8日，复旦大学附属华山医院西院、“长三角精准医疗检验产业平台”、“长三角眼健康产业联盟”、“长三角名医工作室”等跨区域合作的健康产业项目进驻上海新虹桥国际医学园区。同月，上海市第一人民医院、江苏省人民医院、浙江省人民医院、安徽省立医院同腾讯公司签署合作协议，共同推进长三角地区“互联网+医联体”建设，构建线上线下一体化医疗服务模式，合作内容涵盖重点建设医院管理、智能影像、医疗服务、云端医学院等信息平台，涉及电子健康卡、智能医学影像、医保支付、远程问诊等医疗服务环节。
2018年9月28日，长三角地区试点异地就医门诊直接结算。上海15家市属医院、金山区、松江区两区部分社区卫生服务中心，以及江苏省南通市、盐城市、徐州市，浙江省嘉兴市、宁波市，安徽省滁州市、马鞍山市等地区成为首批实现异地就医门诊费用直接结算首批试点区。参保人员在办理跨省异地备案后，可持全国统一的社会保障卡到已开通异地门诊的医疗机构就医，直接刷卡结算，待遇标准按照“就医地目录、参保地待遇”享受。截至2019年，已有上海市全部二、三级主要医疗机构和江苏省、浙江省所有设区市主要医疗机构、安徽省的4市主要医疗机构已纳入联网覆盖范围，总计1300余家；长三角城市群中的29个城市实现医保一卡通。
2018年12月，上海交通大学医学院附属仁济医院宁波医院（杭州湾医院）开业试运营，该医院由上海交通大学医学院附属仁济医院、宁波市第二医院和宁波杭州湾新区管委会合资组建，入驻该院的专家则来自上海仁济医院和宁波市第二医院。
2019年5月，上海、江苏、浙江、安徽卫健委共同签署《卫生健康合作备忘录》，备忘录内容包括推进公共卫生一体化、促进医疗服务均质发展、深化中医药创新合作、推进健康信息互联互通、协同推进健康科技创新和建立综合执法监督联动协调机制，同时建立健康长三角研究院。
2019年9月25日，長三角41城市實現醫保一卡通，市民在異地就診，刷醫保卡時可以實現實時醫保賬戶支付。
2021年1月1日，长三角公共卫生（网络）电台上线，這是中華人民共和國首个区域化和公共卫生网络电台。
2021年12月，长三角医药创新发展联盟成立。

### 教育
早在2009年，上海、江苏、浙江教育行政部门负责人签订《关于建立长三角教育协作发展会商机制协议书》，建立长三角教育协作发展会商机制，在教育资源共享、教育信息互通、非学历教育互认等方面实现教育一体化。
2018年12月18日，在第十届长三角教育一体化发展会议上，上海、江苏、浙江、安徽签署《长三角地区教育更高质量一体化发展战略协作框架协议》和《长三角地区教育一体化发展三年行动计划》，明确未来3年长三角将率先在高教、职教、师资等若干领域深化协作，同时组建长三角区域教育现代化监测中心、长三角地区联合职业教育集团等多个重点协作项目，其中长三角地区联合职业教育集团将发挥各省市的地区优势，进行职业教育的错位培养。而上海财经大学教授、长三角一体化发展研究院院长张学良认为，长三角的地方政府与高校科研力量合作，可以组织开展跨院系、跨学科、高水平的理论研究、决策咨询和人才培养，推动学术研究与经济社会发展的紧密结合，亦会引入国际优质科教资源、打造教育国际化品牌。

### 旅游
2018年3月21日，长三角主题乐园产业联盟正式成立，成立目的为助力长三角地区内的主题乐园发展，成员包括常州恐龙园、华强方特、华侨城集团、万达集团等11家主题乐园企业。
由于长三角地区江南文化特色鲜明，旅游资源互补性强，居民旅游往来频繁，互为重要的旅游客源地、旅游目的地，因而具有区域旅游合作的基础。自2018年起，为实现旅游一体化，长三角区域内先后举办旅游推介活动，同时签署合作协议，加强跨区域旅游的资源共享与游客互送。

### 科技创新
早在2016年，上海市松江区以沪昆高速公路编号G60为名，建立“长三角G60科创走廊”。2017年，上海市松江区与浙江省杭州市、嘉兴市合作建设“沪嘉杭G60科创走廊”，同时签订《沪嘉杭G60科创走廊建设战略合作协议》。
2018年5月21日，上海市嘉定区与江苏省苏州市签订战略合作框架协议，共同建立“嘉昆太协同创新核心圈”，在规划、科创、产业、交通、生态、民生等6个方面全面加强合作。
2018年6月1日，上海市松江区、嘉兴、杭州、金华、苏州、湖州、宣城、芜湖、合肥在上海市松江区共同签署《G60科创走廊战略合作协议》，标志着G60科创走廊正式确立新定位、新布局和新举措。根据协议，八市一区将根据《中国制造2025战略规划》，整合长三角各方面优势推出一系列科创举措。G60科创走廊将立足人工智能、集成电路、生物医药、高端装备、新能源、新材料、新能源汽车七大战略性新兴产业。
2019年5月28日，长三角G60科创走廊生物医药产业联盟在钱塘新区杭州医药港成立。9月25日，上海嘉定、江苏苏州、浙江温州和安徽芜湖签署《深化长三角地区科技创新一体化发展战略协议》，以此加强长三角科技创新战略协同、成果对接、资源共享、生态共建等方面合作。
2021年5月27日，长三角集成电路、生物医药、新能源汽车、人工智能四大产业链联盟成立。此外长三角科技创新共同体建设办公室、长三角一体化示范区新发展建设有限公司和长三角一体化示范区水乡客厅开发建设有限公司成立。
2021年6月3日，长三角国家技术创新中心在上海揭牌成立。
2022年8月27日，长三角科技创新共同体建设办公室会议在上海召开。

### 文化体育交流
2018年，上海、江苏、浙江、安徽联合宣布在上海启动“长三角地区国家公共文化服务体系示范区”合作机制。该机制以公共文化服务建设为主体，将实现开展考察交流、重要项目合作，促进具有区域特色的文化资源、旅游资源的开放与共享，实现长三角公共文化一体化发展。同年，上海、江苏、浙江、安徽和上海体育学院签订《长三角地区体育产业协作协议（2018-2020年）》，计划实行22项体育产业一体化项目，包括发展体育特色小镇、打造国家体育产业基地等，并促进体育用品制造业的升级。
2019年5月22日，长三角15家媒体在安徽芜湖建立“长三角新全媒联合体”，上述15家媒体成为联合体首批成员。根据计划，联合体将定期开展联合采访活动，建立内容合作共享平台和新媒体技术合作共享平台。

### 住房
2022年6月9日，上海市住房公积金管理委员会、苏州市住房公积金管理委员会、嘉兴市住房公积金管理委员会联合印发《关于长三角生态绿色一体化发展示范区试点异地租赁提取住房公积金的通知》，允許长三角生态绿色一体化发展示范区内的职工可以提取住房公积金並支付异地房屋租赁费用。

## 影响与评价
中国官媒新华社评论称，长三角区域一体化发展将带动整个长江经济带和华东地区发展，形成高质量发展的区域集群。评论还指出，长三角一体化要树立“一体化”意识和“一盘棋”思想，紧扣“一体化”和“高质量”两个关键。
上海社会科学院副院长、信息研究所所长王振认为，长三角处于“一带一路”和长江经济带的交汇地带，将长三角区域一体化上升为国家战略具有“非常重要的意义”。亦有专家认为，随着上海发布《上海市城市总体规划（2017-2035年）》，长三角其他城市和地区应围绕世界级城市群建设，接轨上海“2035规划”来实现长三角一体化；南京市城市与交通规划设计研究院院长杨涛认为“长三角城市群之间要互联互通”，更应“担当国家使命”，带动大沿海、大东南的整体发展，服务于全国版图上的快速联系。